# Ancylorhynchus longicornis
Ancylorhynchus longicornis là một loài ruồi trong họ Asilidae. Ancylorhynchus longicornis được Schiner miêu tả năm 1867. Loài này phân bố ở vùng Cổ Bắc giới.